# Vestiges d'une armée
Les Vestiges d'une armée, Jellalabad (sic), 13 janvier 1842, mieux connu sous le nom de Vestiges d'une armée, est une peinture à l'huile sur toile créée en 1879 par Elizabeth Thompson, alias Lady Butler, laquelle représente le chirurgien William Brydon arrivant à cheval aux portes de Jalalabad. 

## Contexte
On pensait initialement que Brydon était le seul survivant des 16 000 soldats et compagnons de camp de la retraite de Kaboul en 1842 lors de la première guerre anglo-afghane. Quelques autres retardataires de l'armée sont arrivés plus tard, et un plus grand nombre d'entre eux ont finalement été libérés ou secourus après avoir passé un certain temps en tant que captifs des forces afghanes.
Le tableau a été réalisé pendant la seconde guerre anglo-afghane. Lady Butler s'est forgée une réputation pour ses tableaux militaires après l'accueil favorable réservé à son précédent tableau The Roll Call en 1874, ayant pour sujet la guerre de Crimée.

## Description
La peinture représente William Brydon, chirurgien assistant de l'armée du Bengale, arrivant à cheval aux portes de Jalalabad en janvier 1842 ; on le voit peiner pour franchir les derniers kilomètres jusqu'à la sécurité sur un cheval épuisé et mourant. Les murs de Jalalabad surplombent une plaine désolée. Les cavaliers de la garnison galopent depuis la porte pour atteindre la silhouette solitaire qui apporte les premières nouvelles relatives au sort de « l'armée d'Afghanistan ».
Le tableau mesure 132,1 × 233,7 cm.

## Parcours du tableau
Vestiges d'une armée a été présenté à l'exposition d'été de la Royal Academy en 1879, puis acquis par Sir Henry Tate, qui l'a présenté à la Tate Gallery en 1897. Toujours propriété de la Tate Gallery, il a été prêté à long terme dans le cadre d'une exposition permanente au Somerset Military Museum : le 13e (1er Somersetshire) Régiment (Infanterie légère) a été impliqué dans la première guerre anglo-afghane et a déménagé à Jalalabad à la fin de 1841. En 2023, il a été ré-accroché à Tate Britain.